# 定慧寺 (香港)
22°26′27.06″N 114°09′37.54″E / 22.4408500°N 114.1604278°E

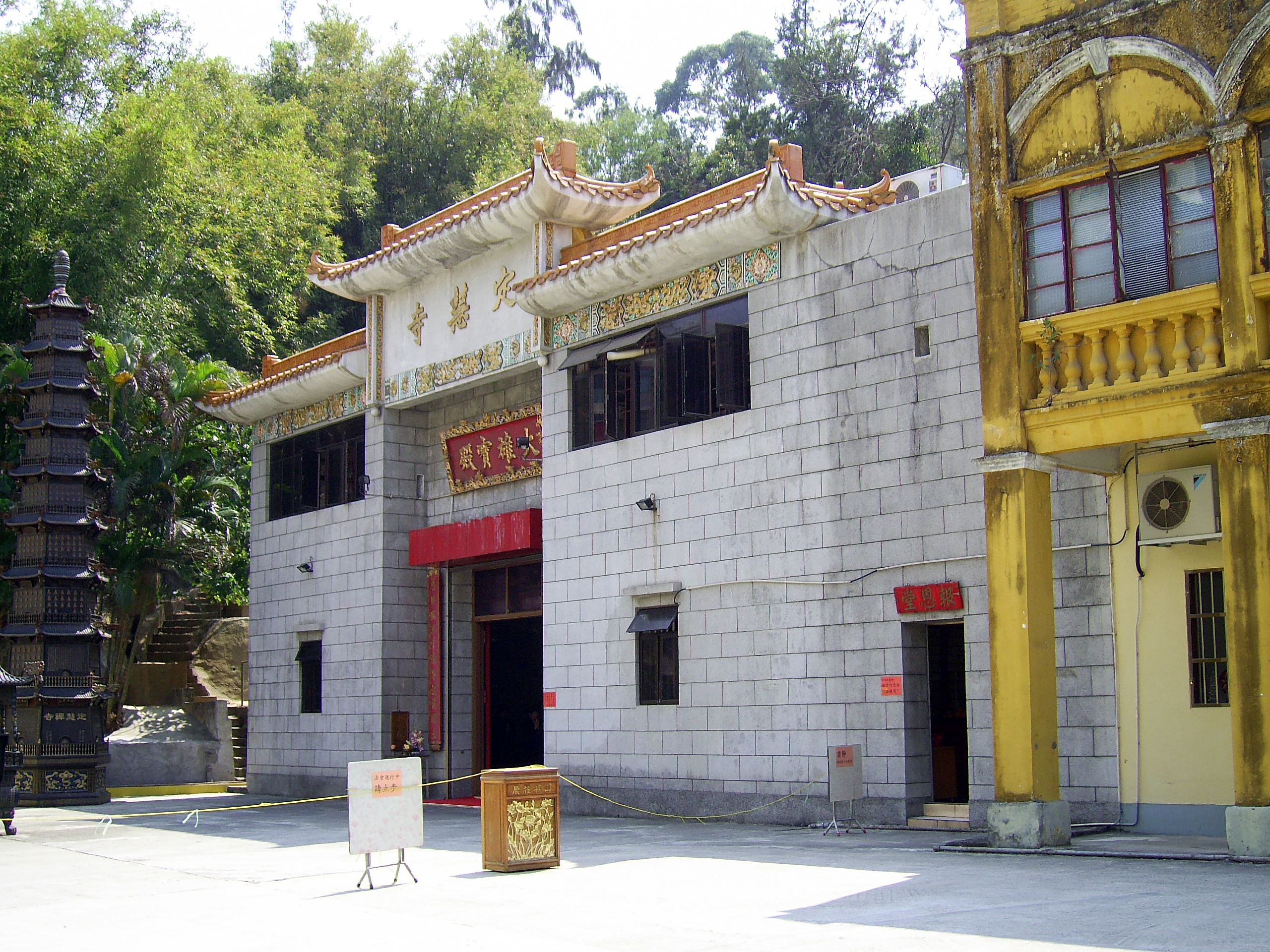
定慧寺大雄寶殿

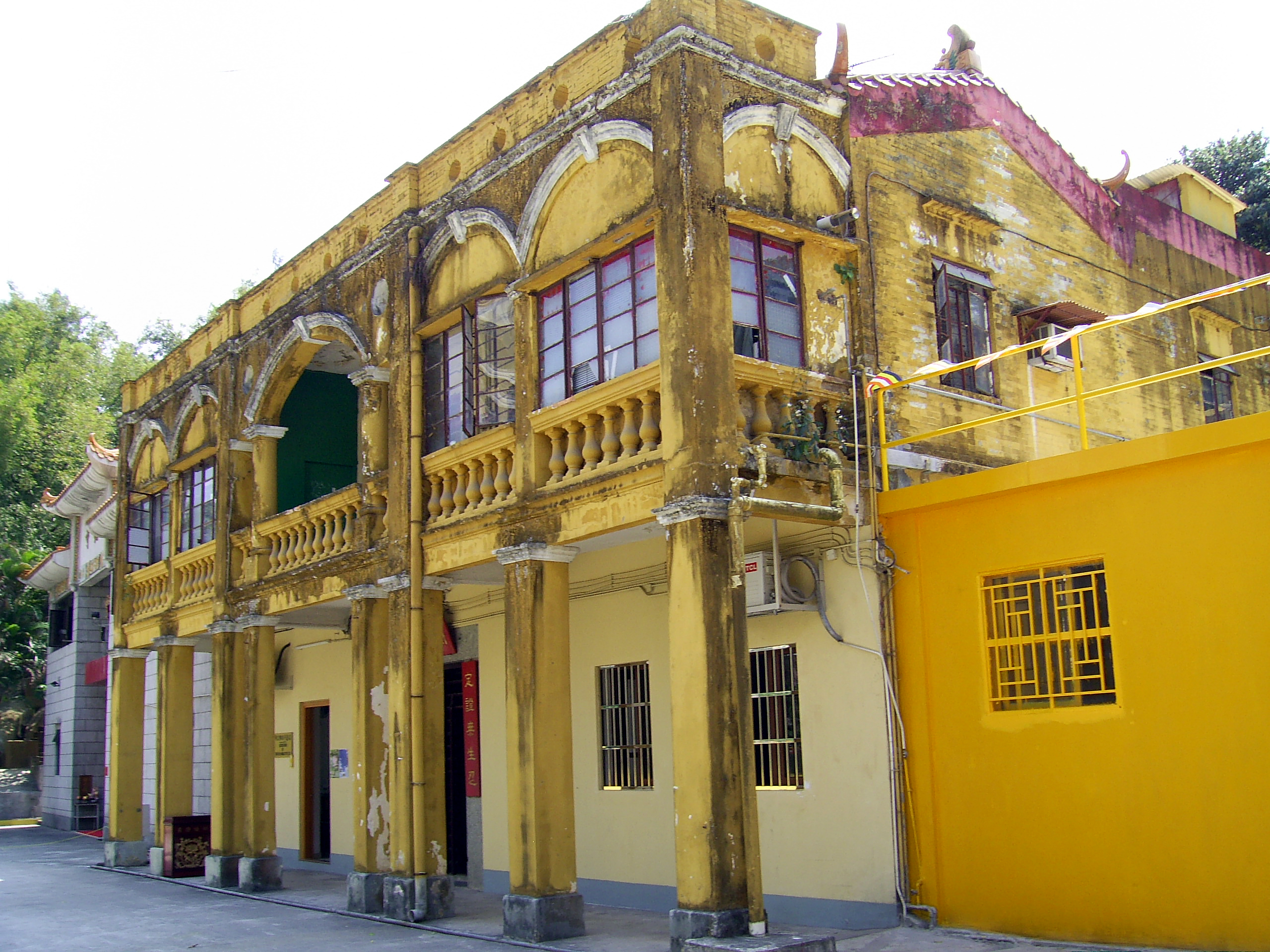
定慧寺蘭若園

定慧寺，又稱定慧禪寺，位于香港新界大埔區馬窩村，建立於1923年，是大埔區內最早建立的佛寺。本寺現址現時因釋智定醜聞而丟空。

## 歷史
定慧寺初名為「蘭若園」，由增秀老和尚所籌建。增秀老和尚俗姓黃，廣東開平人，22歲於肇慶七星岩大覺寺剃度出家，其後北上求法。38歲到新界觀音山凌雲寺淨修，期間結識香港紳商名人廣結善緣，由於凌雲寺往來交通不便，各善信有另闢道場之議，增秀老和尚在凌雲寺住持妙參法師的皈依弟子指引下，開始在大埔沿桃源洞一帶覓地建寺，於馬窩山得現址，集資向政府購置屋地萬呎，再獲批農地10餘萬呎。新院建成取靜寂之意命名「蘭若園」，而農地則種植果木，供養十方。
1934年在蘭若園樓房旁新建成大雄寶殿，其中供奉了釋迦牟尼、藥師佛及阿彌陀佛三尊佛像，為當地的佛教信仰中心。1963年蘭若園註冊為非牟利社團，改名為「定慧寺」，把寺院改成「十方叢林」，公開作為四眾弟子修行辦道之所。定慧寺陸續再增添景致，新建三亭，左為「萬名鐘亭」，中為「韋馱殿」，而右為「休憩亭」。其後再增建「普同塔」及「增公紀念堂」等。1988年時任住持忍慧法師圓寂，其家族捐出遺産150萬港元作重修佛殿，再獲善信捐款資助，於1993年5月竣工，於定慧寺七十周年紀念隆重開光，共耗資200多萬元。

## 「尼姑與和尚結婚」醜聞
2015年10月，報章報導揭發定慧寺住持釋智定被指出家後與兩名內地和尚結婚，以協助二人取得香港永久居民身分證，又擅自挪用寺廟捐款。10月11日，定慧寺董事的翁靜晶召開定慧寺有限公司的會員大會，一致通過成立一個「接管委員會」，由立法會議員梁耀忠擔任召集人，同時邀請佛教界具聲望的衍陽法師為臨時住持。10月13日，翁靜晶召開記者會表示近600萬元的善款安全，將會交給定慧寺新班子。定慧寺已聘請核數師核對定慧寺帳目，採取相應的法律行動追討失款。

## 歷任住持
以下為本寺歷任住持：
- 增秀老和尚
- 茂蕊法師
- 樂果法師
- 瑞濤法師
- 忍慧法師（董事會主席）
- 初慧法師
- 智定法師（現任住持）

## 外部連結
- 定慧禪寺